# The Phantom Agony
The Phantom Agony è il primo album in studio del gruppo musicale olandese Epica, pubblicato il 17 giugno 2003 dalla Transmission Records.
Il 23 marzo 2013, in occasione del decimo anniversario dell'album, gli Epica lo hanno ripubblicato con la Nuclear Blast in una versione speciale costituita da due CD.

## Descrizione
Il disco presenta nove brani e in tre di essi viene ripresa la saga-concept The Embrace That Smothers iniziata dagli After Forever (gruppo in cui militò il chitarrista Mark Jeasen) nell'album Prison of Desire; i tre nuovi atti trattano varie tematiche legate alle religioni: Cry for the Moon i casi di pedofilia all'interno della Chiesa cattolica, Seif al Din il terrorismo islamico e Façade of Reality sull'uso della religione da parte dell'uomo come mezzo per ottenere potere e per giustificare la violenza. Quest'ultimo brano contiene inoltre un campionamento tratto da un discorso di Tony Blair a seguito degli attentati dell'11 settembre 2001.
Per quanto riguarda gli altri brani, Feint parla dell'omicidio di Pim Fortuyn e della libertà di pensiero, Sensorium affronta il tema filosofico del libero arbitrio, la titletrack quello delle conseguenze metafisiche dei sogni lucidi, Illusive Consensus parla di come l'amore tra due persone possa diventare odio e Run for a Fall della frustrazione di Mark Jansen per essere stato allontanato dagli After Forever.

## Stile musicale
The Phantom Agony presenta sonorità tipicamente symphonic metal con forti tendenze gothic, atmosfere che la critica specializzata ha definito «medievaleggianti» e «oscure», passaggi power e uso di tempi dispari. Oltre ai sei componenti del gruppo, nel disco hanno partecipato un coro di sei elementi e una vera orchestra, composta da due violini, due viole, due violoncelli e un contrabbasso.
Nel libretto dell'album, inoltre, Simone Simons viene indicata come mezzosoprano, sebbene la stessa abbia successivamente affermato di esser stata classificata male e di essere un soprano.

## Tracce

### Edizione standard
1. Adyta (The Neverending Embrace ~ Prelude) – 1:27 (testo: Simone Simons, Mark Jansen – musica: Mark Jansen)
2. Sensorium – 4:48 (testo: Mark Jansen – musica: Mark Jansen, Ad Sluijter, Coen Janssen, Simone Simons)
3. Cry for the Moon (The Embrace That Smothers ~ Part IV) – 6:44 (testo: Mark Jansen – musica: Mark Jansen, Ad Sluijter, Simone Simons)
4. Feint – 4:18 (testo: Mark Jansen – musica: Mark Jansen, Ad Sluijter, Coen Janssen, Simone Simons)
5. Illusive Consensus – 4:59 (testo: Simone Simons – musica: Mark Jansen, Ad Sluijter, Coen Janssen, Simone Simons)
6. Façade of Reality (The Embrace That Smothers ~ Part V) – 8:10 (testo: Mark Jansen – musica: Mark Jansen, Ad Sluijter, Simone Simons)
7. Run for a Fall – 6:31 (testo: Mark Jansen – musica: Mark Jansen, Sluijter, Coen Janssen, Simone Simons)
8. Seif al Din (The Embrace That Smothers ~ Part VI) – 5:47 (testo: Mark Jansen – musica: Mark Jansen, Ad Sluijter)
9. The Phantom Agony – 8:59 (testo: Mark Jansen – musica: Mark Jansen, Ad Sluijter, Yves Huts)

Traccia bonus nell'edizione canadese e statunitense
1. The Phantom Agony (Bonus Track ~ Single Version) – 4:35 (testo: Mark Jansen – musica: Mark Jansen, Ad Sluijter, Yves Huts)

Traccia bonus nell'edizione giapponese
1. Triumph of Defeat – 3:58 (musica: Coen Janssen)

### Expanded Edition
- Chapter 1

1. Adyta (The Neverending Embrace ~ Prelude) – 1:27 (testo: Simone Simons, Mark Jansen – musica: Mark Jansen)
2. Sensorium – 4:49 (testo: Mark Jansen – musica: Mark Jansen, Ad Sluijter, Coen Janssen, Simone Simons)
3. Cry for the Moon (The Embrace That Smothers ~ Part IV) – 6:44 (testo: Mark Jansen – musica: Mark Jansen, Ad Sluijter, Simone Simons)
4. Feint – 4:19 (testo: Mark Jansen – musica: Mark Jansen, Ad Sluijter, Coen Janssen, Simone Simons)
5. Illusive Consensus – 5:00 (testo: Simone Simons – musica: Mark Jansen, Ad Sluijter, Coen Janssen, Simone Simons)
6. Façade of Reality (The Embrace That Smothers ~ Part V) – 8:10 (testo: Mark Jansen – musica: Mark Jansen, Ad Sluijter, Simone Simons)
7. Run for a Fall – 6:31 (testo: Mark Jansen – musica: Mark Jansen, Sluijter, Coen Janssen, Simone Simons)
8. Seif al Din (The Embrace That Smothers ~ Part VI) – 5:46 (testo: Mark Jansen – musica: Mark Jansen, Ad Sluijter)
9. The Phantom Agony – 8:59 (testo: Mark Jansen – musica: Mark Jansen, Ad Sluijter, Yves Huts)
10. Veniality – 4:37 (testo: Simone Simons – musica: Mark Jansen, Ad Sluijter, Coen Janssen, Simone Simons)
11. The Phantom Agony (Single Version) – 4:33 (testo: Mark Jansen – musica: Mark Jansen, Ad Sluijter, Yves Huts)
12. Triumph of Defeat – 3:54 (musica: Coen Janssen)

- Chapter 2

1. Adyta (Orchestral Version) – 1:28 (testo: Simone Simons, Mark Jansen – musica: Mark Jansen)
2. Sensorium (Orchestral Version) – 4:53 (testo: Mark Jansen – musica: Mark Jansen, Ad Sluijter, Coen Janssen, Simone Simons)
3. Cry for the Moon (Orchestral Version) – 6:40 (testo: Mark Jansen – musica: Mark Jansen, Ad Sluijter, Simone Simons)
4. Feint (Orchestral Version) – 4:18 (testo: Mark Jansen – musica: Mark Jansen, Ad Sluijter, Coen Janssen, Simone Simons)
5. Illusive Consensus (Orchestral Version) – 5:02 (testo: Simone Simons – musica: Mark Jansen, Ad Sluijter, Coen Janssen, Simone Simons)
6. Basic Instinct (Orchestral Track) – 4:07
7. Run for a Fall (Orchestral Version) – 6:26 (testo: Mark Jansen – musica: Mark Jansen, Ad Sluijter, Coen Janssen, Simone Simons)
8. The Phantom Agony (Orchestral Version) – 9:00 (testo: Mark Jansen – musica: Mark Jansen, Ad Sluijter, Yves Huts)
9. Veniality (Orchestral Version) – 4:35 (testo: Simone Simons – musica: Mark Jansen, Ad Sluijter, Coen Janssen, Simone Simons)
10. Feint (Piano Version) – 4:53 (testo: Mark Jansen – musica: Mark Jansen, Ad Sluijter, Coen Janssen, Simone Simons)
11. Cry for the Moon (Single Version) – 3:30 (testo: Mark Jansen – musica: Mark Jansen, Ad Sluijter, Simone Simons)
12. Run for a Fall (Single Version) – 4:29 (testo: Mark Jansen – musica: Mark Jansen, Sluijter, Coen Janssen, Simone Simons)

## Formazione
Gruppo
- Simone Simons – mezzosoprano
- Mark Jansen – chitarra, grunt e scream, arrangiamenti orchestrali
- Ad Sluijter – chitarra
- Coen Janssen – sintetizzatore, pianoforte, arrangiamenti orchestrali e del coro
- Yves Huts – basso
- Jeroen Simons – batteria, percussioni

Altri musicisti
- Robert Hunecke-Rizzo – arrangiamenti orchestrali
- Olaf Reitmeier – chitarra acustica (tracce 4 e 7)
- Annette Berryman – flauto (traccia 7)
- Epica Orchestra
  - Thomas Glöckner – violino
  - Andreas Pfaff – violino
  - Tobias Rempre – violino
  - Marie-Thereis Stumpf – viola
  - David Schelage – viola
  - Jorn Kellermann – violoncello
  - Cordula Rohde – violoncello
  - Andrè Neygenfind – contrabbasso
- Epica Choir (eccetto tracce 4 e 8)
  - Melvin Edmondsen – basso
  - Previn Moore – tenore
  - Bridget Fogle – contralto
  - Cinzia Rizzo – contralto
  - Annie Goebel – soprano
  - Amanda Somerville – soprano

Produzione
- Sascha Paeth – produzione, registrazione, ingegneria del suono, missaggio
- Olaf Reitmeier – registrazione, ingegneria del suono, registrazione ed editing aggiuntivi
- Annie Gerbel – registrazione ed editing aggiuntivi
- Hans van Vuuren – produzione esecutiva
- Peter van 't Riet – mastering

## Classifiche
| Classifica (2003) | Posizione massima |
| ----------------- | ----------------- |
| Belgio (Vallonia) | 114               |
| Paesi Bassi       | 8                 |